# Alchemilla sabauda
Alchemilla sabauda är en rosväxtart som beskrevs av Robert Buser. Alchemilla sabauda ingår i släktet daggkåpor, och familjen rosväxter. Inga underarter finns listade i Catalogue of Life.